# Poecilotylus egregius
Poecilotylus egregius är en tvåvingeart som beskrevs av Willi Hennig 1934. Poecilotylus egregius ingår i släktet Poecilotylus och familjen skridflugor. Inga underarter finns listade i Catalogue of Life.